# Whiting (krater)
Whiting är en nedslagskrater med en diameter på ungefär 35 kilometer, på planeten Venus. Whiting har fått sitt namn efter den amerikanska astronomen och fysikern Sarah Frances Whiting.